# Katsuhiro Kusaki
Katsuhiro Kusaki (Osaka, Prefectura d'Osaka, 12 d'abril de 1962) és un futbolista japonès natural d'Osaka però criat a la Prefectura de Kyoto. Kusaki disputà dos partits amb la selecció japonesa.